# Жовтець Ріона
Жовтець Ріона, водяний жовтець Ріона як Batrachium rionii (Ranunculus pedatus) — вид рослин з родини жовтецевих (Ranunculaceae), поширений у ПАР, Алжирі, Європі, Азії. Формація водяного жовтецю Ріона занесена до Зеленої книги України. 

## Опис
Однорічна наземна або підводна рослина. Стебло ≈ 20 см, гіллясте, гладке. Черешок 5–18 мм. Всі листки поділені круглої пластиною і напівжорсткими капілярними сегментами, які розходяться. Квітка ≈ 0.8 см в діаметрі. Чашолистків 5, еліптичні, ≈ 2.5 мм, голі. Пелюстків 5, білі з жовтою основою, зворотнояйцюваті, ≈ 4 × 2 мм, верхівка округла. Тичинок приблизно 15; пиляки довгасті, ≈ 0.5 мм. Сукупний плід майже сферичний, ≈ 4.5 мм у діаметрі.
Період цвітіння: червень — серпень.

## Поширення
Поширений у ПАР, Алжирі, Європі, Азії.
В Україні вид зростає у стоячих, переважно солонцюватих водоймах — у лівобережному Лісостепу, Степу та Криму, спорадично.

## Природоохоронний статус
Формація водяного жовтецю Ріона занесена до Зеленої книги України Категорія охорони: 3 (угруповання із звичайним типом асоційованості домінуючого виду, в яких останній має ботаніко-географічну значущість (домінуючий вид в межах ареалу; домінант підлеглих ярусів на межі ареалу), що стали раритетними внаслідок впливу антропогенних факторів і мають тенденції до зменшення площ місцезростань). Статус угруповання: типові угруповання (зональні угруповання, вразливі до дії зовнішніх факторів, внаслідок чого підлягають охороні).
Угруповання поширені в пониззях Дніпра, Південного Бугу, Дністра, Дунаю, середній і нижні течії річок Сіверський Донець, Інгул, Інгулець, Молочна; у заплавних і надзаплавних водоймах, мілководдях водосховищ, плавневих озерах. Зростають в евтрофних прісноводних або слабосолонуватоводних, переважно непроточних водоймах, з мулисто-піщаними і мулистими донними відкладами, помірним поверхневим коливанням рівня води з товщею води 30—50 (150) см, у зоні занурених водних рослин.
Угруповання охороняються в Дунайському біосферному заповіднику, Приазовському національному природному парку (Запорізька область), а також у ландшафтному заказнику «Лунг» (Одеська область), ботанічному заказнику «Інгулецький лиман» (Херсонська область), гідрологічних заказниках «Щербанівське водосховище» і «Катеринівське водосховище» (Миколаївська область).